# أسفل مربان

تعديل مصدري - تعديل

اسفل مربان هي إحدى قرى عزلة سرار بمديرية سرار التابعة لمحافظة أبين، بلغ تعداد سكانها 114 نسمة حسب تعداد اليمن لعام 2004.